# مطار شاه جلال الدولي
مطار شاه جلال الدولي (بالبنغالية: হযরত শাহ্‌জালাল আন্তর্জাতিক বিমানবন্দর)(إياتا: DAC، إيكاو: VGHS) أو مطار دكا الدولي هو مطار يخدم دكا عاصمة بنغلاديش، وهو أكبر مطار في بنغلاديش.

## شركات الطيران

### الركاب
| شركـات طيـران                     | الوجهات | Refs   |
| --------------------------------- | --- | ------ |
| العربية للطيران                   | مطار أبو ظبي الدولي، مطار رأس الخيمة الدولي، مطار الشارقة الدولي | [ 3 ]  |
| طيران آسيا                        | مطار كوالالمبور الدولي |        |
| Air Astra                         | مطار شاه أمانات الدولي، مطار كوكس بازار، مطار عثماني الدولي | [ 4 ]  |
| طيران الهند                       | مطار نيتاجي سوبهاس شاندرا بوس الدولي |        |
| Air Premia                        | عارض: مطار إنتشون الدولي (تبدأ في 4 يوليو 2023) | [ 5 ]  |
| باتيك إير ماليزيا                 | مطار كوالالمبور الدولي |        |
| خطوط بيمان بنغلاديش الجوية        | مطار أبو ظبي الدولي، مطار سوفارنابومي الدولي، مطار باريسال، مطار تشيناي الدولي (تبدأ في 31 ديسمبر 2023)، مطار شاه أمانات الدولي، مطار كوكس بازار، مطار الملك فهد الدولي، مطار انديرا غاندي الدولي، مطار حمد الدولي، مطار دبي الدولي، مطار قوانغتشو باييون الدولي، مطار هونغ كونغ الدولي، مطار الملك عبد العزيز الدولي، مطار جيسور، مطار تريبوفان الدولي، مطار نيتاجي سوبهاس شاندرا بوس الدولي، مطار كوالالمبور الدولي، مطار الكويت الدولي، مطار لندن هيثرو، مطار مانشستر، مطار الأمير محمد بن عبد العزيز الدولي، مطار مسقط الدولي، مطار شاه مخدوم، مطار الملك خالد الدولي، مطار سيدبور، مطار الشارقة الدولي، مطار شانغي سنغافورة، مطار عثماني الدولي، مطار ناريتا الدولي (تستأنف 1 سبتمبر 2023)، مطار تورونتو بيرسون الدولي، Yangon | [ 9 ]  |
| كاثي باسيفيك                      | مطار هونغ كونغ الدولي | [ 10 ] |
| خطوط شرق الصين الجوية             | مطار بكين داشينغ الدولي، مطار كونمينغ جانغشوي الدولي | [ 11 ] |
| خطوط جنوب الصين الجوية            | مطار قوانغتشو باييون الدولي | [ 12 ] |
| طيران دروك                        | مطار سوفارنابومي الدولي، مطار بارو الدولي | [ 13 ] |
| مصر للطيران                       | مطار القاهرة الدولي | [ 14 ] |
| طيران الإمارات                    | مطار دبي الدولي |        |
| الاتحاد للطيران                   | مطار أبو ظبي الدولي |        |
| فلاي دبي                          | مطار دبي الدولي | [ 15 ] |
| طيران الخليج                      | مطار البحرين الدولي |        |
| خطوط هيمالايا الجوية              | مطار تريبوفان الدولي | [ 16 ] |
| خطوط إنديقو                       | مطار تشيناي الدولي، مطار انديرا غاندي الدولي، مطار نيتاجي سوبهاس شاندرا بوس الدولي، مطار راجيف غاندي الدولي، مطار تشاتراباتي شيفاجي الدولي | [ 19 ] |
| الخطوط الجوية العراقية            | مطار بغداد الدولي | [ 20 ] |
| طيران الجزيرة                     | مطار الكويت الدولي | [ 21 ] |
| Jin Air                           | عارض: مطار إنتشون الدولي | [ 22 ] |
| الخطوط الجوية الكويتية            | مطار الكويت الدولي |        |
| الخطوط الجوية الماليزية           | مطار كوالالمبور الدولي |        |
| Maldivian                         | مطار فيلانا الدولي |        |
| نوفو إير                          | مطار شاه أمانات الدولي، مطار كوكس بازار، مطار جيسور، مطار نيتاجي سوبهاس شاندرا بوس الدولي، مطار شاه مخدوم، مطار سيدبور، مطار عثماني الدولي | [ 23 ] |
| الطيران العماني                   | مطار مسقط الدولي | [ 24 ] |
| الخطوط الجوية القطرية             | مطار حمد الدولي |        |
| طيران السلام                      | مطار مسقط الدولي |        |
| الخطوط السعودية                   | مطار الملك فهد الدولي، مطار الملك عبد العزيز الدولي، مطار الأمير محمد بن عبد العزيز الدولي، مطار الملك خالد الدولي |        |
| الخطوط الجوية السنغافورية         | مطار شانغي سنغافورة |        |
| الخطوط الجوية السريلانكية         | مطار باندارنيك الدولي |        |
| طيران آسيا (تايلاند)              | مطار دون موينغ | [ 25 ] |
| الخطوط الجوية الدولية التايلاندية | مطار سوفارنابومي الدولي |        |
| Thai Lion Air                     | مطار دون موينغ | [ 26 ] |
| الخطوط الجوية التركية             | مطار إسطنبول الدولي |        |
| يو إس بنغلا للطيران               | مطار سوفارنابومي الدولي، مطار باريسال، مطار تشيناي الدولي، مطار شاه أمانات الدولي، مطار كوكس بازار، مطار حمد الدولي، مطار دبي الدولي، مطار قوانغتشو باييون الدولي، مطار جيسور، مطار نيتاجي سوبهاس شاندرا بوس الدولي، مطار كوالالمبور الدولي، مطار فيلانا الدولي، مطار مسقط الدولي، مطار شاه مخدوم، مطار سيدبور، مطار الشارقة الدولي، مطار شانغي سنغافورة، مطار عثماني الدولي |        |
| فيستارا                           | مطار انديرا غاندي الدولي، مطار تشاتراباتي شيفاجي الدولي |        |

### الشحن
| شركـات طيـران    | الوجهات | Refs.  |
| ---------------- | --- | ------ |
| Easy Fly Express | مطار انديرا غاندي الدولي، مطار قوانغتشو باييون الدولي، مطار هونغ كونغ الدولي، مطار نيتاجي سوبهاس شاندرا بوس الدولي، مطار تشنغتشو الدولي | [ 29 ] |
| SkyAir           | مطار شاه أمانات الدولي، مطار كوكس بازار، مطار جيسور، مطار عثماني الدولي                                                                 | [ 30 ] |

## أحداث حوادث
- 24 مارس 2017: قام انتحاري بتفجير نفسه عند نقطة تفتيش للشرطة بالمطار، التفجير أسفر فقط عن مقتل منفذه ولم يسفر عن سقوط ضحايا.